# 키스멧 커넥션
키스멧 커넥션(Kismat Konnection)은 인도에서 제작된 아지즈 미르자 감독의 2008년 코미디, 드라마, 멜로/로맨스 영화이다. 샤히드 카푸르 등이 주연으로 출연하였다.

## 출연

### 주연
- 샤히드 카푸르
- 비드야 발란

### 조연
- 비샬 말호트라
- 옴 푸리
- 히마니 시브푸리
- 주히 초울라